# Haftanstalten in der Türkei
Bei den Haftanstalten in der Türkei erfolgt eine Unterscheidung in geschlossene und offene Vollzugsanstalten, wobei bei Ersteren eine Unterteilung in ordentliche und Hochsicherheitsgefängnisse stattfindet. In vielen Gefängnissen gibt es gesonderte Trakte für Frauen und manchmal auch für Kinder und Jugendliche. Es gibt aber auch gesonderte Gefängnisse für Frauen und Kinder, die nach geschlossen und offen unterteilt sind. Dazu kommen landesweit 3 Erziehungsanstalten für Kinder. Wie in vielen anderen Ländern, wird in der Türkei zwischen Untersuchungshaft und Strafhaft unterschieden.

## Geschichte
Im Osmanischen Reich wurden die Gefängnisse Kerker (türkisch zindan) genannt. In der Türkei waren die Kerker meist dunkle und feuchte Türme. Das erste Gefängnis im Istanbuler Stadtteil Sultanahmet wurde im Jahre 1831 erbaut und wurde allgemeines Gefängnis (Hapishane-i Umumi) genannt.
Mit dem 1858 eingeführten Strafgesetzbuch wurde neben der Todesstrafe nach Schwerarbeit auf Galeeren (kürek für das Rudern auf Schiffen), an den Pranger stellen (prangabentlik) und im Turm einsperren (kalebentlik) unterschieden.
Mit dem am 1. März 1926 verabschiedeten türkischen Strafgesetzbuch wurde nach schweren Straftaten (und entsprechenden Strafen, vergleichbar den aus Deutschland bekannten Zuchthausstrafen) und leichten Straftaten unterschieden. Neben den Straftaten (türkisch cürüm) gab es auch Übertretungen (türkisch kabahat). Mit dem Gesetz Nr. 5349 vom 11. Mai 2005 wurde die Unterscheidung in leichte und schwere Strafen aufgehoben, nicht aber die Unterscheidung der Gerichte (siehe den Absatz über Strafgerichte in der Türkei).

### Die Zeit von 1980 bis 2000
Mit dem Militärputsch vom 12. September 1980 wurde in allen seinerzeit existierenden 67 Provinzen der Türkei das Kriegsrecht ausgerufen. Mitglieder von bewaffneten und unbewaffneten linken und rechten Organisationen, deren oftmals blutige Auseinandersetzungen als Grund für den Putsch angegeben wurden, mussten sich vor Militärgerichten verantworten. Daher wurden Zivilisten an vielen Orten in Militärgefängnissen inhaftiert. Neben dem Militärgefängnis Mamak in der Provinz Ankara, erlangten vor allem das Gefängnis Metris (in Istanbul) und das (wiederum als Kerker bezeichnete) Gefängnis in Diyarbakır Bekanntheit.
Aufgrund der hohen Anzahl von Gefangenen wurden ab 1982 viele neue Gefängnisse gebaut. Amnesty International gab in einem Bericht vom November 1988 an, dass die Zahl der Gefängnisse auf 644 und die Kapazität von 55.000 auf über 80.000 gestiegen sei. Ab 1986 organisierten sich die Angehörigen von politischen Gefangenen im Menschenrechtsverein (IHD), aber auch in Gruppen zur Solidarität mit Gefangenen bestimmter Organisationen (wie TAYAD, siehe hierzu Seite zur DHKP-C). Mit ihrer Hilfe versuchten die Häftlinge ihre Forderungen auf Verbesserung der Haftbedingungen und die dazu durchgeführten Hungerstreiks (Todesfasten) an die Öffentlichkeit zu bringen.
Im April 1991 wurde das Gesetz Nr. 3719 zur Bekämpfung des Terrorismus (Terörle Mücadele Kanunu, kurz auch Anti-Terror-Gesetz, ATG) verabschiedet. Artikel 16 des Gesetzes sah vor, dass alle Personen, die unter die Bestimmungen dieses Gesetzes fallen, in Gefängnisse hoher Sicherheit mit Einzelzellen und Zellen für drei Personen untergebracht werden.

### Die Zeit seit 2000
Hatten die politischen Gefangenen im Jahre 1996 die Verlegung in das erste Hochsicherheitsgefängnis in Eskişehir (es wurde „Spezialtyp-Gefängnis“ genannt) mit einem Todesfasten, das 12 Menschenleben kostete, verhindert, so gelang es ihnen im Jahre 2000 nicht, die Verlegung in weitere Hochsicherheitsgefängnisse (nun „Typ-F-Gefängnis“ genannt) zu verhindern. Mittlerweile gibt es 13 Gefängnisse des Typs „F“. Hinzu kommen zwei Gefängnisse des Typs „D“, die ebenfalls als Hochsicherheitsgefängnisse bezeichnet werden.

## Zahlen und Fakten
Nach Angaben der Generaldirektion für Straf- und Haftanstalten (türkisch Ceza ve Tevkifevleri Genel Müdürlüğü, Teil des Justizministeriums der Türkei) waren am 13. Januar 2017 382 Haftanstalten, darunter 292 geschlossene und 70 offene Haftanstalten in der Türkei in Betrieb. Es gab 2 Erziehungsanstalten für Kinder. Für Frauen gab es 8 geschlossene und 4 offene Haftanstalten und für Kinder und Jugendliche 6 geschlossene Haftanstalten. Zum 1. November 2016 waren in diesen Anstalten insgesamt 197.297 Gefangene, 68.006 in Untersuchungshaft und 129.291 in Strafhaft.
Zwischen den Jahren 2006 und 2016 wurden auf Kreisebene insgesamt 197 Haftanstalten geschlossen. Im selben Zeitraum wurden 139 neue, moderne Haftanstalten in Betrieb genommen.
Offizielle Angaben zur Zahl von Gefangenen befinden sich in Jahresberichten der Menschenrechtsstiftung der Türkei und auf den Internetseiten der Generaldirektion für Straf- und Haftanstalten auch für die Zeit vor dem Jahre 2000.
| Jahre | Strafhaft  | Strafhaft | Strafhaft   | Strafhaft | Strafhaft | Untersuchungshaft | Untersuchungshaft | Untersuchungshaft | Untersuchungshaft | Untersuchungshaft | Untersuchungshaft |
|       | Gewöhnlich | Terror    | Organisiert | Unklar    | Summe     | Gewöhnlich        | Terror            | Organisiert       | Unklar            | Summe             | Gesamt            |
| 2000  | 20310      | 4477      | 68          |           | 24855     | 19787             | 4190              | 680               |                   | 24657             | 49512             |
| 2001  | 22347      | 5116      | 78          |           | 27541     | 23984             | 3182              | 902               |                   | 28068             | 55609             |
| 2002  | 25642      | 5123      | 114         |           | 30879     | 25035             | 2622              | 893               |                   | 28550             | 59429             |
| 2003  | 28293      | 4161      | 261         |           | 32715     | 28663             | 1976              | 942               |                   | 31581             | 64296             |
| 2004  | 23467      | 2170      | 373         |           | 26010     | 29279             | 1618              | 1023              |                   | 31920             | 57930             |
| 2005  | 22518      | 2093      | 247         |           | 24858     | 28364             | 1537              | 1111              |                   | 31012             | 55870             |
| 2006  | 23978      | 2116      | 242         |           | 26336     | 39830             | 1719              | 2392              |                   | 43941             | 70277             |
| 2007  | 34852      | 2418      | 338         |           | 37608     | 47091             | 2102              | 4036              |                   | 53229             | 90837             |
| 2008  | 42234      | 2540      | 433         |           | 45207     | 50470             | 2899              | 4659              |                   | 58028             | 103235            |
| 2009  | 53067      | 2967      | 547         |           | 56581     | 52512             | 3361              | 3886              |                   | 59759             | 116340            |
| 2010  | 80440      | 3682      | 993         | 1451      | 86566     | 29676             | 2535              | 1566              | 471               | 34238             | 120814            |
| 2011  | 86542      | 4179      | 907         | 989       | 92617     | 29901             | 4266              | 1372              | 448               | 35987             | 128604            |
Folgende Zahlen wurden für den Stichtag 31. Januar 2010 angegeben:
| Gruppe                    | U-Haft | in Revision | Strafhaft | Gesamt  |
| gewöhnliche Täter         | 34.242 | 18.545      | 53.254    | 106.041 |
| rechter Terrorismus       | 358    | 42          | 531       | 931     |
| linker Terrorismus        | 2.871  | 360         | 2.426     | 5.657   |
| übergelaufene Terroristen | 25     | 11          | 94        | 130     |
| organisierte Kriminalität | 3.553  | 684         | 551       | 4.788   |
| Gesamtsumme               | 41.049 | 19.642      | 56.856    | 117.547 |
Folgende Zahlen wurden für den Stichtag 31. März 2012 angegeben:
| Gruppe                    | U-Haft | in Revision | Strafhaft | Gesamt  |
| gewöhnliche Täter         | 29.890 | 17.597      | 72.022    | 119.509 |
| Terrorismus               | 4.643  | 481         | 3.846     | 8.970   |
| organisierte Kriminalität | 1.283  | 389         | 522       | 2.194   |
| ohne Zuordnung            | 457    | 42          | 1.197     | 1.696   |
| Gesamtsumme               | 36.273 | 18.509      | 77.587    | 132.369 |
Im Juni 2010 beantwortete Justizminister Sadullah Ergin eine Anfrage des Abgeordneten aus Batman, Bengi Yıldız in der Weise, dass zwischen 2010 und 2015 insgesamt 86 neue Gefängnisse mit einer Kapazität von 40.026 Insassen gebaut werden sollen.
Das Demokratische Türkeiforum (DTF) hat aus den Angaben der Generaldirektion für Straf- und Haftanstalten eine Übersicht zu Gefängnissen in der Türkei mit Stand vom Oktober 2008 erstellt. Die hier aufgeführten weiteren Details beruhen ebenfalls auf Angaben der Generaldirektion für Straf- und Haftanstalten.
| Typ      | Gesamt | Kapazität (einzeln) | Weitere Details |
| A[12]    | 4      | 24–30               | Gefängnisse auf Kreisebene, die in den 1950er und 1970er Jahren erbaut wurden. Es gibt 4 Säle[13] (koğuş), Bad, Küche, Bibliothek und einen Konferenzsaal. Für Frauen und Kinder gibt es gesonderte Abteilungen. |
| A1[14]   | 2      | 24–40               | Wie Typ A; zusätzlich 2 Zellen und Platz neben den Sälen, die als Küche genutzt werden können. |
| A2[15]   | 9      | 40                  | In den 1950er und 1960er Jahren erbaut; 5 Säle und 2 Disziplinarzellen. |
| A3[16]   | 18     | 60                  | In den 1950er und 1960er Jahren erbaut; es gibt 6 Säle. |
| B[17]    | 8      | 64                  | 7 Säle und 2 Disziplinarzellen; an jedem Saal Platz, der als Küche genutzt werden kann und zu jeden Raum ein gesonderter Platz zum Hofgang. |
| C[18]    | 2      | 164–300             | 8 Säle und 4 Disziplinarzellen; Bad und an jedem Saal Platz, der als Küche genutzt werden kann. |
| D[19]    | 2      | 750                 | 11 Blocks, darunter ein Block für die Verwaltung; 230 Räume. Im Block E gibt es eine Wäscherei, eine Bibliothek, einen Schulungsraum und 16 Hobby-Mehrzweckräume. Die unteren Stockwerke im Block H und L sind Disziplinarzellen. Im Erdgeschoss und ersten Stockwerk des Blocks G gibt es jeweils 10 Räume zur Beobachtung. Im Block G sind zwei Krankenstuben mit je 10 Betten. Die Gefängnisse beruhen auf dem System von Einzelzellen oder Zellen mit 3 Personen. |
| E[20]    | 44     | 600-1000            | Sie wurden auf 2 Stockwerken nach dem „Saalsystem“ (koğuş sistemi) erbaut und dann auf das „Zellensystem“ (oda sistemi) mit Gemeinschaftshafträumen für 2, 4, 6, 8 und 10 Personen umgebaut. Jeder Raum hat einen gesonderten Platz für den Hofgang. Das obere Stockwerk des ersten Teils ist für die Verwaltung. Die unteren Stockwerke sind die Essenssäle und die oberen Stockwerke die Schlafräume. Es gibt eine Abteilung zur Überwachung von 80 Personen. Neben Küche und Waschräumen gibt es einen Friseur, Hamam, Besuchsräume, Gebetsraum, Konferenzsaal und Werkstätten. Die Gebäude haben Heizung. |
| F[21]    | 14     | 368                 | Siehe F-Typ-Gefängnis |
| H[22]    | 5      | 500                 | Sie wurden nach dem „Zellensystem“ mit zwei Stockwerken erbaut und haben zwei Blocks. Es gibt 200 Einzelhafträume und 100 Gemeinschaftshafträume für je drei Gefangene. Es gibt getrennte Essensräume und eine voll ausgerüstete Küche. Neben Küche und Waschräumen gibt es einen Friseur, Hamam, Besuchsräume, Gebetsraum und einen Konferenzsaal. Die Gebäude haben Heizung. |
| K1[23]   | 43     | 42–60               | Gefängnisse auf Kreisebene mit 4 Sälen und 2 Disziplinarzellen. Es gibt eine Bibliothek und einen Konferenzsaal. Jeder Saal hat einen gesonderten Platz zum Hofgang, ein Bad und eine Küche. |
| K2[24]   | 17     | 60–150              | Wie Typ K1 mit 6 Sälen und 2 Disziplinarzellen. |
| L[25]    | 22     |                     | Geschlossene Haftanstalten, die in Großstädten anstelle von alten Haftanstalten errichtet wurden. Es gibt Einheiten für 7 Personen von insgesamt 208,93 m², mit Einzelzellen von 12,45 m², offene Höfe von 65,19 m² und gemeinsamen Lebensraum von 56,59 m². Nachts werden die Zellen verschlossen, am Tage sind 7 Gefangene zusammen. Es gibt 61 Einheiten für 7 Personen, 4 Räume für je 3 Personen, 40 Einzelzellen. Es gibt ein Hauptkontrollzentrum und sechs lokale Kontrollzentren. Am Ein- und Ausgang werden Gegenstände und Nahrung durchleuchtet. Neben der Verwaltung gibt es Ärzte, Zahnärzte, Psychologen, Sozialpädagogen, Waschpersonal und Heizungsmonteur(e). Personal kann über einen beleuchteten Knopf herbeigerufen werden. |
| M[26]    | 23     |                     | Aus diesen zweistöckigen Gebäuden im „Saalsystem“ wurden Gemeinschaftshafträume für 4, 6, 8 und 10 Personen gemacht. Zu jedem Raum gehört Platz für den Hofgang. Im unteren Stockwerk sind die Essenssäle und oben die Schlafräume. Mit 6 Disziplinarzellen wird das Gebäude beheizt. |
| R[27]    | 3      | 150                 | Geschlossene Vollzugsanstalten für Männer, Frauen und Kinder mit körperlicher oder seelischer Behinderung. Erbaut wurden die Anstalten nach dem „Zellensystem“ in 6 Blöcken mit 12 Einzel- und 46 Gemeinschaftshafträumen für je drei Gefangene. Es gibt 6 Höfe für den Hofgang und 2 Freizeithöfe. Zur pflegerischen und medizinischen Versorgung steht rund um die Uhr ein Gesundheitsdienst zur Verfügung; es gibt unter anderem 21 Ärzteräume. |
| T[28]    | 54     | 616                 | Sie traten an die Stelle von alten Vollzugsanstalten in den Großstädten. Es gibt 72 Räume für 8 Personen, 8 Räume für 3 Personen und 16 Einzelzellen mit 12 m². Die Räume für 3 Personen nehmen mit Lebens- und Schlafplätzen im Ober- und Untergeschoss 27 m² ein. Die Schlafräume für 8 Personen haben im Obergeschoss 28 m² und als Lebensraum im Untergeschoss 32,5 m². Für den Hofgang stehen 8 Personen 35 m² und 3 Personen 30 m² zur Verfügung. Die Sporthalle hat 494 m², für den Sport im Freien gibt es 251 m², ein Mehrzweck-Aufführungssaal hat 226 m². Es gibt einen Raum für offene Besuche von 450 Besuchern und geschlossene Besuche von 36 Personen sowie für Anwaltsgespräche von 32 Personen. Es gibt Werkstätten, Krankenstationen und Unterrichtsräume. Am Ein- und Ausgang werden Gegenstände und Nahrung durchleuchtet. Neben der Verwaltung gibt es Ärzte, Zahnärzte, Psychologen, Sozialpädagogen, Waschpersonal und Heizungsmonteur(e). Personal kann über einen beleuchteten Knopf herbei gerufen werden. |
| F(o)[29] | 4      |                     | offene Haftanstalt für Frauen |
| F(g)[30] | 8      |                     | geschlossene Haftanstalt für Frauen |
| K(g)[31] | 6      |                     | geschlossene Haftanstalt für Kinder und Jugendliche |
| K(e)[32] | 2      | 100–250             | Erziehungsanstalten für Kinder; in den beheizten Erziehungsanstalten gibt es Krankenzimmer, Sportgelände und Werkstätten. Hier halten sich Jugendliche zwischen 12 und 18 Jahren auf. Falls eine Ausbildung begonnen wurde, kann ein Verbleib bis zum Alter von 21 Jahren erlaubt werden. |
| (g)[33]  | 21     |                     | nicht typisierte geschlossene Haftanstalten |
| (o)[34]  | 70     | 35–485              | offene Haftanstalten |
| (o)[35]  | 63     |                     | anderen Anstalten unterstellte offene Strafvollzugsanstalten (Bağlı Açık Ceza İnfaz Kurumları) |
Die Generaldirektion für Straf- und Haftanstalten im türkischen Justizministerium kommt anhand dieser Angaben zu der Summe von 382 Haftanstalten mit einer Belegungsfähigkeit von 202.675 Insassen.

## Stellungnahmen internationaler Gremien
Neben Nichtregierungsorganisationen wie Amnesty International oder Human Rights Watch hat sich vor allem das Europäische Komitee zur Verhinderung der Folter (CPT) mit der Lage in den Gefängnissen der Türkei befasst. Ein Schwerpunkt waren die F-Typ-Gefängnisse, zu deren Bau die CPT die Türkei ermutigt hat und die Situation in der Haftanstalt auf der Insel İmralı, wo seit 1999 als einziger Insasse Abdullah Öcalan, der Vorsitzende der mit Waffengewalt agierenden Kurdischen Arbeiterpartei PKK, inhaftiert ist.
Am 6. März 2008 wurde der Bericht eines Besuches auf der Insel vom 19. Mai – 22. Mai 2007 publiziert. Dies war der vierte Besuch auf der Insel İmralı. Am Schluss kam das CPT zu folgender Einschätzung: „Abdullah Öcalan ist nun seit fast 8½ Jahren im Hochsicherheitsgefängnis auf der schwer zu erreichenden Insel Imralı… Vorherige Besuche des CPT hatten keine signifikanten schädlichen Folgen für die Gesundheit feststellen können. Diese Bewertung muss nun angesichts der Entwicklung der physischen und mentalen Bedingungen von Abdullah Öcalan revidiert werden.“
Bei Besuchen in anderen Haftanstalten hat das CPT auf verschiedene Missstände hingewiesen. So steht beispielsweise in der Zusammenfassung eines Berichts vom 8. Dezember 2005 u. a.
- das Personal in der geschlossenen Anstalt von Izmir (Buca) und in den E-Typ Gefängnissen von Aydın und Gaziantep sollte entschlossen daran erinnert werden, dass Misshandlung von Gefangenen nicht akzeptabel ist
- die türkischen Autoritäten sollen alle notwendigen Schritte unternehmen, um Programme für gemeinschaftliche Aktivitäten im F-Typ-Gefängnis 1 in Izmir zu entwickeln
- sofortige Schritte müssen ergriffen werden, damit jeder Gefangene in den E-Typ Gefängnissen in Aydın und Gaziantep ein eigenes Bett hat
- der Grad an Hygiene im Wohntrakt des E-Typ Gefängnisses in Gaziantep muss überprüft werden.